# Eduardo Lopes Rodrigues
Eduardo Lopes Rodrigues (Rio de Janeiro, 31 de agosto de 1907 — Rio de Janeiro, 9 de julho de 1980) foi um economista brasileiro.
Foi ministro interino da Fazenda por três vezes, no período de 23 de setembro de 1965 a 4 de dezembro de 1966.
Economista pela Faculdade de Ciências Econômicas do Rio de Janeiro e bacharel em direito pela Faculdade de Direito do Rio de Janeiro; realizou curso de especialização em Finanças Públicas na American University (Washington) e na Escola Superior de Guerra. Lecionou finanças públicas e política fiscal na Faculdade de Economia e Administração da Universidade Federal do Rio de Janeiro como Professor Catedrático.
Ingressou no Ministério da Fazenda em 1928 na Delegacia Geral do Imposto de Renda. Foi membro do Primeiro Conselho de Contribuintes e do Conselho Superior de Tarifas Assessor Técnico do Gabinete do Ministro Diretor do Imposto de Renda Diretor-Geral da Fazenda Nacional e Assessor Financeiro do Ministro.
Delegado do Brasil nos seguintes conclaves: Conferência das Nações Unidas sobre Comércio e Emprego realizadas em Londres Genebra e Havana respectivamente em 1946 1947 e 1948; 1ª 2ª e 3ª Reuniões do GATT (General Agreement on Tariffs and Trade/Acordo Geral de Tarifas Aduaneiras e Comércio) realizadas em Havana (1948) Genebra (1948) Annecy (1949) e Genebra (1958); Conferência da CEPAL (Comissão Econômica para a América Latina) realizada em Quitandinha (1953); Conferência Internacional de Contabilidade Nova Iorque 1962. Representante do Brasil no Seminário de Administração Tributária Washington D.C. 1966. Foi Membro do Instituto Internacional de Finanças Públicas (Bruxelas) do Tax Instítute (Princeton) do Instituto Brasileiro de Direito Financeiro (Rio de Janeiro) e da Academia Brasileira de Ciências Administrativas.
Publicou vários artigos em revistas especializadas e para o jornal "A Manhã".

## Obras
- 1943 - Utopia e realidade em tributação.
- 1944 - A missão do economista.
- 1945 - 0 ensino da economia e administração.
- 1952 - Orçamentos cíclicos.
- 1955 - Aspectos do planejamento financeiro.